# Полевской
Полевской (на руски: Полевской) е град в Свердловска област, Русия. Населението на града към 1 януари 2023 година е 54 364 души.

## История
За пръв път селището е упоменато през 1702 година, през 1718 година е основано, а през 1942 година получава статут на град.